# اولی ماکی
اولی ماکی (فنلاندی: Olli Mäki; ۲۲ دسامبر ۱۹۳۶ – ۶ آوریل ۲۰۱۹) بوکسور اهل فنلاند بود.